# Mein ist die Rache (1916)
Mein ist die Rache ist ein deutscher Kriminalfilm von Rudolf Meinert aus dem Jahr 1916 der Filmreihe Harry Higgs, der von Hans Mierendorff verkörpert wird.

## Handlung
Graf Herbert Löwe ist ermordet worden. Harry Higgs erfährt von dem Gewaltverbrechen durch einen Unbekannten per Telefon. Des Grafen Witwe beauftragt den Meisterdetektiv, den Schuldigen zu finden. Zahlreiche Details führen Higgs dem Mörder immer näher, und doch ist es der Zufall, der Higgs zur Lösung kommen lässt: Der Mörder hat sich mit der Einnahme von Gift selbst gerichtet!
Schließlich fügt Harry Higgs alle Puzzleteile zu einem Ganzen zusammen. Der Täter, ein gewisser Ralph Hiller, der eine zweite Existenz als Sir Roberts lebte, ermordete den Grafen „aus Versehen“. Hiller glaubte, Graf Löwes Bruder Fred vor sich zu haben, von dem er behauptete, dass dieser Hillers Schwester Lia entehrt habe.

## Produktionsnotizen
Mein ist die Rache hat eine Länge von vier Akten und besaß 33 Zwischentitel. Gedreht wurde im Oktober 1916, die Uraufführung fand am 24. November 1916 im Berliner Tauentzienpalast statt. In Österreich-Ungarn, wo der Film im Juni 1917 unter dem Titel Die Rache ist mein vorgestellt wurde, war er etwa 1400 Meter lang.

## Kritik
In Paimann’s Filmlisten ist zu lesen: „Stoff gut. Photos, Szenerie und Spiel sehr gut. Schluß unbefriedigt [sic].“